# Vnajnarje
Vnajnarje – wieś w Słowenii, w gminie miejskiej Lublana. W 2018 roku liczyła 119 mieszkańców. 